# 同一労働同一賃金
同一労働同一賃金（どういつろうどうどういつちんぎん、英:equal pay for equal work）とは、同一の仕事（職種）に従事する労働者は皆、同一水準の賃金が支払われるべきだという概念。性別、雇用形態（フルタイム、パートタイム、派遣社員など）、人種、宗教、国籍などに関係なく、労働の種類と量に基づいて賃金を支払う賃金政策のこと。さらに同一価値労働同一賃金（どういつかちろうどうどういつちんぎん）とは、職種が異なる場合であっても労働の質が同等であれば、同一の賃金水準を適用する賃金政策のこと。
国際労働機関（ILO）では、同原則をILO憲章の前文に挙げており、基本的人権の一つとされている。また世界人権宣言の第23条において「すべての人は、いかなる差別をも受けることなく、同等の勤労に対し、同等の報酬を受ける権利を有する」 と規定されている。さらに国際人権法でも、経済的、社会的及び文化的権利に関する国際規約の第7条と人及び人民の権利に関するアフリカ憲章の第15条において、勤労権に関して『同一労働同一賃金』を明記している。
経済学的には一物一価の法則（自由市場では需要と供給の関係から、標準的な相場が形成される）を、労働市場に当てはめたものである。
なお、同一労働同一賃金の語は、北欧諸国の連帯的賃金政策の意味で用いられる場合もある。これについてはレーン＝メイドナー・モデルを参照されたい。

## 国際的な動向
同一労働同一賃金の理念は、主として国際労働機関（ILO）を中心に展開してきた。
まず、ヴェルサイユ条約（1919年）において、「同一価値の労働に対しては男女同額の報酬を受くべき原則 」（第13編第2款第427条）が提起された。
国際労働機関は1946年の「ILO憲章」で「同一価値の労働に対する同一報酬の原則の承認」を前文に挙げ、同一価値労働同一賃金を最も重要な原則の1つとして位置づけている。1944年の「フィラデルフィア宣言」でも、「雇用及び職業における差別の排除」を基本的権利に関する原則として挙げ、「これらを検討し且つ審議することは、国際労働機関の責任である」としている。
その後国際連合においても、1948年の世界人権宣言にて提示された。
また、ILO総会は、1951年に同一価値の労働についての男女労働者に対する同一報酬に関する条約（ILO第100号条約）を採択し、1958年に雇用及び職業についての差別待遇に関する条約（ILO第111号条約）を採択した。
なお、国際連合第34回総会で採択された女子に対するあらゆる形態の差別の撤廃に関する条約（女子差別撤廃条約、1979年）でも、「同一価値の労働についての同一報酬（手当を含む。）及び同一待遇についての権利並びに労働の質の評価に関する取扱いの平等についての権利」（第3編第11条d項）の確保に必要な措置を講じることを締約国に求めている。この条約により、同一職種に対する「同一労働同一賃金」を超えて、異なる職種に対する「同一価値労働同一賃金」を目指すべきことが（少なくとも男女間については）明確にされた。
1994年に制定されたILO条約175号は、パートタイム労働者についての同一労働同一賃金を定めている。

## 各国の状況

### ヨーロッパ
欧州連合（EU）諸国での「同一（価値）労働同一賃金原則」は、人権保障の観点から、性別など個人の意思や努力によって変えることのできない属性等を理由とする賃金差別を禁止する法原則とされている。他方、当事者の合意により決定することが可能な雇用形態の違いを理由とする賃金の異別取扱いについては、「同一（価値）労働同一賃金原則」は、特段の立法がない限り、直ちに適用可能なものではなく、雇用形態に係る不利益取扱い禁止原則の枠組みの中で対処されている。
- 欧州連合の機能に関する条約157条 - 男女労働者の同一賃金の原則が適用されることを確保

雇用形態を理由とした賃金格差について、具体的にはEUは以下を定めて禁じている。
- パートタイム労働指令 （97/81/EC）
- 有期労働指令 （99/70/EC）
- 派遣労働指令 （2008/104/EC）

この背景としては、ヨーロッパにおいて均等待遇が受け入れられやすい社会的要因が挙げられる。
- 産業別の労働協約の存在 - ヨーロッパ各国では、1980年代以降、職種と格付けに応じた時間比例の賃金制度が、産業別の労働協約によって整備されていた。このため、同一労働同一賃金の規制に対し、企業は、従来のフルタイム労働者の賃金表をパートタイム労働者にも適用することで対応できた。

欧州議会の第二党である欧州社会党は、同一労働同一賃金を「我々の価値観」として掲げマニフェストに組み込んでいる。なお、各国で同一労働同一賃金を導入した際に反対したのは、企業よりもむしろ労働組合であった。これは、組合員（多くはフルタイム労働者）が、自分たちの取り分が減ることを恐れたためである。

### アメリカ
アメリカでは、人種差別、女性差別、年齢差別などに対する雇用平等法制が発達している。しかし、雇用形態を超えた均等処遇について法制化はされていない。これは、「市場における公正な競争」や「契約の自由」を重んじるアメリカ社会の特徴に起因している。ただし、1980年代以降、ペイ・エクイティ運動が盛んになり、職務賃金が確立された。この結果、同じ仕事をしながら賃金に大きな差が生じることは基本的に少ない。

## 日本
日本では、労働基準法で「使用者は、労働者が女性であることを理由として、賃金について、男性と差別的取扱いをしてはならない。」（第4条）としている。これについては、ILO第100号条約を1967年に批准している ことから、労基法第4条を（同一労働同一賃金を超えて）同一価値労働同一賃金として解釈すべきだという見解も存在する。関連する判例としては、女性臨時社員の賃金が女性正社員の8割以下であれば違法とするもの などがある。
一方、性別以外は、労働基準法で、「使用者は、労働者の国籍、信条又は社会的身分を理由として、賃金、労働時間その他の労働条件について、差別的取扱をしてはならない。」（第3条）としている。ただし、労働基準法第3条は差別的取扱禁止の対象とする理由を限定列挙したものであるから、たとえば学歴、勤続年数、雇用形態などを理由とした個々人の賃金額の差異も適法であると解されるのが現状である。関連する判例としては、その差異を超えた待遇格差の訴えを否定するもの などがある。
このほか、
1. 労働契約法3条2項では「労働契約は、労働者及び使用者が、就業の実態に応じて、均衡を考慮しつつ締結し、又は変更すべきものとする」と包括的な理念規定がある。
2. パートタイム労働法9条1項では、パートタイム労働者の賃金のうち、基本給、賞与、役付手当など職務の内容に密接に関連する賃金（職務関連賃金）の決定方法について、事業主は、通常の労働者との均衡を考慮し、パートタイム労働者の職務の内容、成果、意欲、能力、経験などを勘案して賃金を決定することが努力義務とされている[19]。
3. パートタイム労働法9条2項では、通常の労働者と比較して、パートタイム労働者の職務の内容と一定の期間の人材活用の仕組みや運用などが同じ場合、その期間について、賃金を通常の労働者と同一の方法で決定することが努力義務とされている[19]。
4. 厚生労働省のガイドラインでは、「所定労働時間が通常の労働者と同一の有期契約労働者については、短時間労働者法第二条に規定する短時間労働者に該当しないが、短時間労働者法の趣旨が考慮されるべきであることに留意すること」とされている[20]。
5. 労働者派遣法(2012.4.6公布。6か月以内施行)では、派遣労働者の賃金等の決定にあたり、同種の業務に従事する派遣先の労働者との均衡に配慮する義務が規定された（第30条の5,職務の内容等を勘案した賃金の決定）。

また、欧米が「仕事」基準の「職務給」であるのに対し、日本の企業は「人」に値段がつく「職能給」「年齢給」などの年功序列型賃金を採用している。一方で、日本の企業は、正規労働者についての終身雇用の慣行に対して、非正規労働者の採用と解雇、正規労働者の残業・賞与の増減や配置転換・出向などによって労働力の調整を図ってきた。このことが正規労働者と非正規労働者（特に残業や転勤が困難な女性）の均等処遇を妨げている。
なお、経済協力開発機構（OECD）は2008年に「Japan could do more to help young people find stable jobs（日本は若者が安定した仕事につけるよう、もっとやれることがある）」と題した報告書の中で、「正規・非正規間の保護のギャップを埋めて、賃金や手当の格差を是正せよ。すなわち、有期、パート、派遣労働者の雇用保護と社会保障適用を強化するとともに、正規雇用の雇用保護を緩和せよ」と勧告を行っている
。
たとえば竹中平蔵は、著書の中で「安倍晋三内閣で同一労働同一賃金の法制化を行おうとしたが、既得権益を失う労働組合や、保険や年金の負担増を嫌う財界の反対で頓挫した」と述べ、社会正義のためにも改革が急務であると主張している。

### 日本での歴史
第1次安倍内閣においては労働ビッグバンが提唱されていたが、後の年金記録問題に追われたため、法案を成立させることはできなかった。
2016年、第3次安倍第1次改造内閣は『ニッポン一億総活躍プラン』を閣議決定し、この中で「同一労働同一賃金の実現に向けて、我が国の雇用慣行には十分に留意しつつ、躊躇なく法改正の準備を進める」ことが明記された。
2019年4月1日大企業の同一労働同一賃金施行。労働者派遣法の同一労働同一賃金は2020年4月1日施行。中小企業、パートタイム労働者、有期雇用労働者の同一労働同一賃金は2021年4月1日施行。
2018年6月1日、ハマキョウレックス事件が最高裁で結審。無期労働契約者に無事故手当、通勤手当、作業手当、給食手当を支給する一方で、有期労働契約にこれを支給しないことは、労働契約法第20条に違反する「不合理な扱い」であるとの判決。一方、住宅手当については配置転換が予定されているため是認された。
2020年、日本郵便格差訴訟が最高裁で結審。日本郵便の無期雇用者に付与される手当・休暇が、有期雇用者には付与されないことは、労働契約法第20条に違反する「不合理な扱い」であるとの判決 。